# Комтунъёган (приток Малого Мёгтыгъёгана)
Комтунъёган (устар. Комтун-Еган) — река в России, протекает по Нижневартовскому району Ханты-Мансийского АО. Устье реки находится в 47 км по левому берегу реки Малый Мёгтыгъёган. Длина реки составляет 49 км.
В 14 км от устья, по левому берегу реки впадает река Левый Комтунъёган

## Данные водного реестра
По данным государственного водного реестра России относится к Верхнеобскому бассейновому округу, водохозяйственный участок реки — Вах, речной подбассейн реки — бассейн притоков (Верхней) Оби от Васюгана до Ваха. Речной бассейн реки — (Верхняя) Обь до впадения Иртыша.